# 大沙河 (黄海)
大沙河，位于中华人民共和国辽宁省南部的一条河流，发源于大连市普兰店区乐甲街道鲁风村以北的鸡冠山，蜿蜒向西南流注入刘大水库，出库后流入瓦房店市，西流至元台镇后元村西北转南流，过陶家村后复入普兰店区，经丰荣街道朝阳村、马家沟村、拉树村、唐家房街道兴隆社区、唐家房社区（原夹河镇）、大刘家街道等地，于大刘家街道麦家社区以东注入黄海。河流全长96.5千米，流域面积964平方千米，河道平均比降1.34‰，年均径流量2.47亿立方米。大沙河流域内农业发达，上游以种植水果为主，中游生产粮食，下游种植蔬菜和水产养殖。